# Lajta
A Lajta (régen Sárvíz, németül: Leitha, szlovénul: Litva, szlovákul: Litava) a Duna jobb oldali mellékfolyója.

## Futása
A Lajta teljes hossza 182 kilométer, eredetének és torkolatának távolsága légvonalban 102 kilométer. Teljes esése meghaladja az 1100 métert.[forrás?] Nincs jelentős mellékvize. 
Két folyónak, a Schwarzának és Pittennek Alsó-Ausztriában való egyesüléséből ered. A Bécsi-medence déli peremén halad északkelet felé, a Lajta-hegységtől nyugatra, majd a hegységet északról megkerülve délkeleti irányba fordul, és kiér a Kisalföldre. Hegyeshalomnál lép át Magyarországra. Mosonmagyaróvárnál ömlik bele a Mosoni-Dunába. Mosonmagyaróvár belvárosában több ágra szakad, ez adja a város víziváros jellegét. Torkolatánál az átlagos vízhozama 8–10 m³/s.
A folyószabályozások idején mint határfolyót az elsők között szabályozták. Már akkor is megfelelő térképek álltak róla rendelkezésre, az elsőt 1728-ban szerkesztette Mikoviny Sámuel.
A Lajta mellett fut a Lajta jobb parti csatorna és a Lajta bal parti csatorna.

## Történelem
A trianoni békeszerződés előtt némely szakaszán Magyarország nyugati határfolyója is volt. A Lajta határfolyó jellegéről 1043-ban Aba Sámuel és III. Henrik császár állapodott meg, melyet 1053-ban I. Endre és III. Henrik ismételten megerősített.
A folyót régen a magyarok Litahának vagy Sárfolyónak is hívták. 
Az Osztrák–Magyar Monarchia két felét Trans- és Cislajtania néven is emlegették. A folyó határszakasz jellege miatt közkeletű kifejezés volt a „Lajtán innen” és „Lajtán túl” is.

## Települések a folyó mentén
- Haderswörth
- Lanzenkirchen
- Kleinwolkersdorf
- Frohsdorf
- Einbüchl
- Katzelsdorf

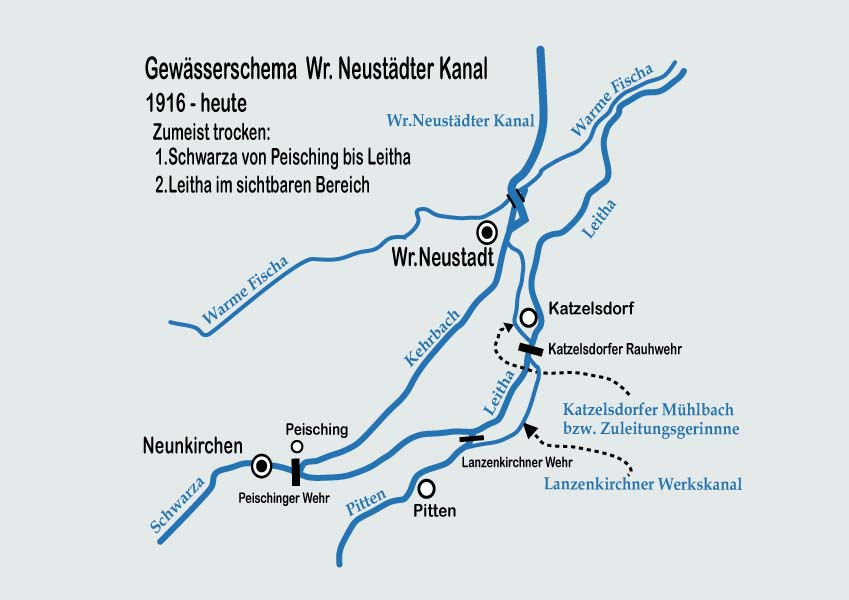
A Lajta keletkezése

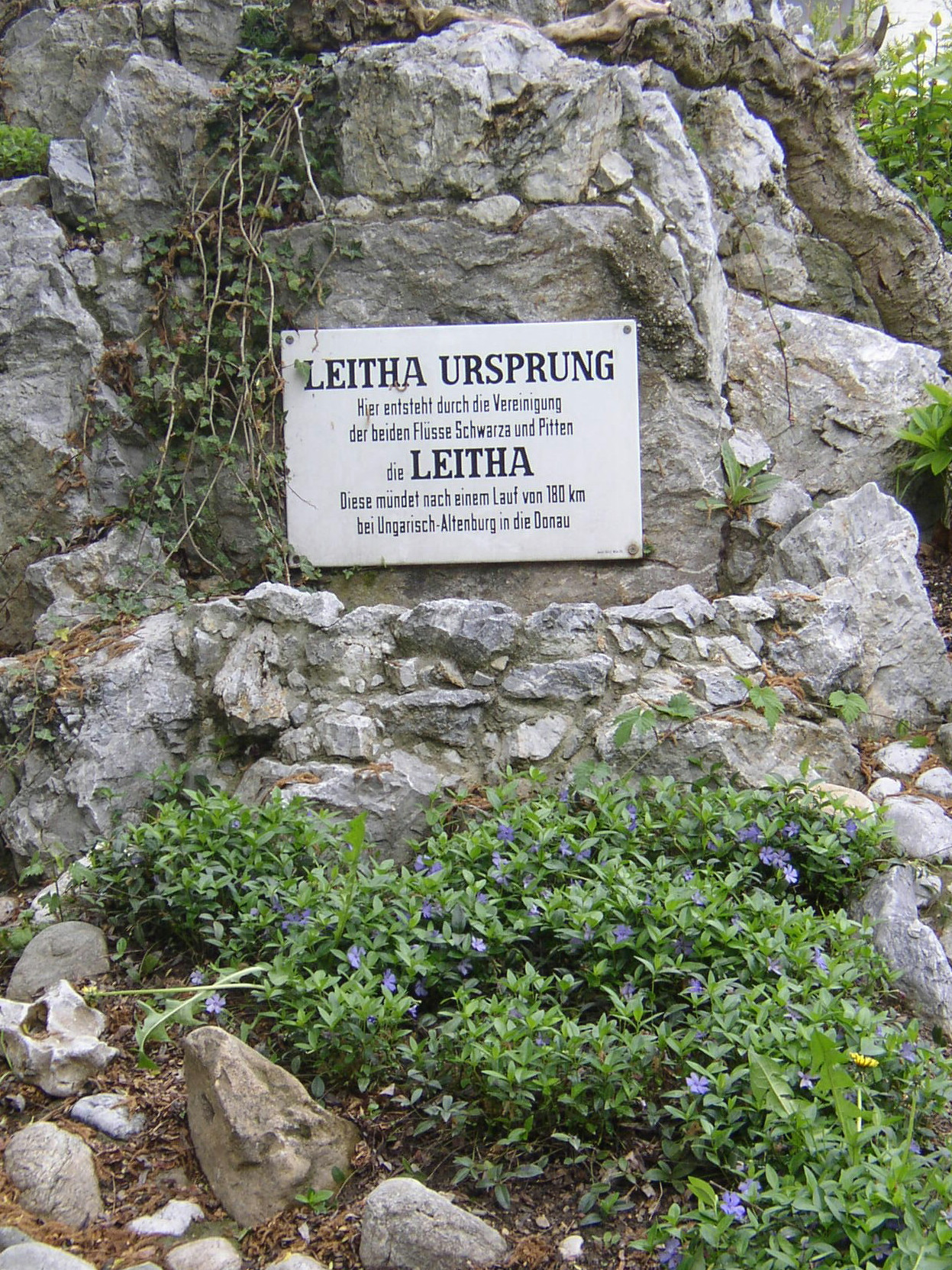
A Lajta forrását jelző tábla Haderswörth mellett

- Lajtaszentmiklós (Neudörfl an der Leitha)
- Bécsújhely (Wiener Neustadt)
- Lichtenwörth
- Zillingdorf
- Eggendorf
- Ebenfurt (Ebenfurth)
- Lajtaújfalu (Neufeld an der Leitha)
- Pottendorf
- Vimpác (Wimpassing an der Leitha)
- Deutsch Brodersdorf
- Lajtapordány (Leithaprodersdorf)
- Wasenbruck
- Götzendorf an der Leitha
- Trautmannsdorf an der Leitha
- Wilfleinsdorf
- Lajtabruck (Bruck an der Leitha)
- Királyhida (Bruckneudorf)
- Pachfurth
- Gerhaus
- Rohrau
- Hollern
- Prellenkirchen
- Lajtafalu (Potzneusiedl)
- Lajtakáta (Gattendorf)
- Zurány (Zurndorf)
- Miklóshalma (Nickelsdorf)
- Hegyeshalom
- Mosonmagyaróvár

## Mellékfolyók
- Fischa